# BMW Z1
El BMW Z1 es un automóvil deportivo descapotable de dos asientos desarrollado por BMW y producido desde julio de 1988 hasta junio de 1991. El Z1 destacó por sus inusuales puertas que, en lugar de abrir hacia el exterior o hacia arriba, se abrían hacia abajo, escondiéndose en la carrocería inferior del vehículo. Sólo se produjeron 8.000 ejemplares.

## Historia
El primer modelo de un Z1 fue presentado por BMW a la prensa en 1986 y más tarde fue presentado oficialmente en el Salón del Automóvil de Fráncfort de 1987. La demanda inicial fue tan feroz que BMW comenzó a fabricarlo antes de los 5.000 pedidos. La demanda se redujo significativamente en torno a 1988 y terminó su producción en 1991. Se especula que esta caída de la demanda se debió a la introducción del Mercedes-Benz SL. En 1988, sin embargo, BMW dijo que había 35.000 pedidos del Z1. 
El BMW Z1 fue diseñado durante un período de tres años por una división en el seno de BMW Forschung und Technik GmbH. El desarrollo del Z1 se atribuye a Ulrich Bez, y su equipo de BMW Technik GmbH.
BMW consideró la construcción de un modelo de tracción en las cuatro ruedas, pero finalmente se desechó la idea.
El BMW Z1 se utilizó para desarrollar y estrenar varias tecnologías. Harm Lagaay mencionó que su producción contribuyó a generar patentes de BMW de la lámpara de descarga de alta intensidad, de la barra estabilizadora integrada, del mecanismo de la puerta, y de la bandeja inferior. 
La "Z" en Z1 originariamente proviene de Zukunft (palabra alemana para futuro) y posteriormente sería utilizada en otros modelos: el Z3, el Z4, y el Z8. Todos ellos, incluyendo el Z1, son modelos descapotables de 2 puertas, excepto unos pocos cupé  M, Z3 y Z4.

## Características

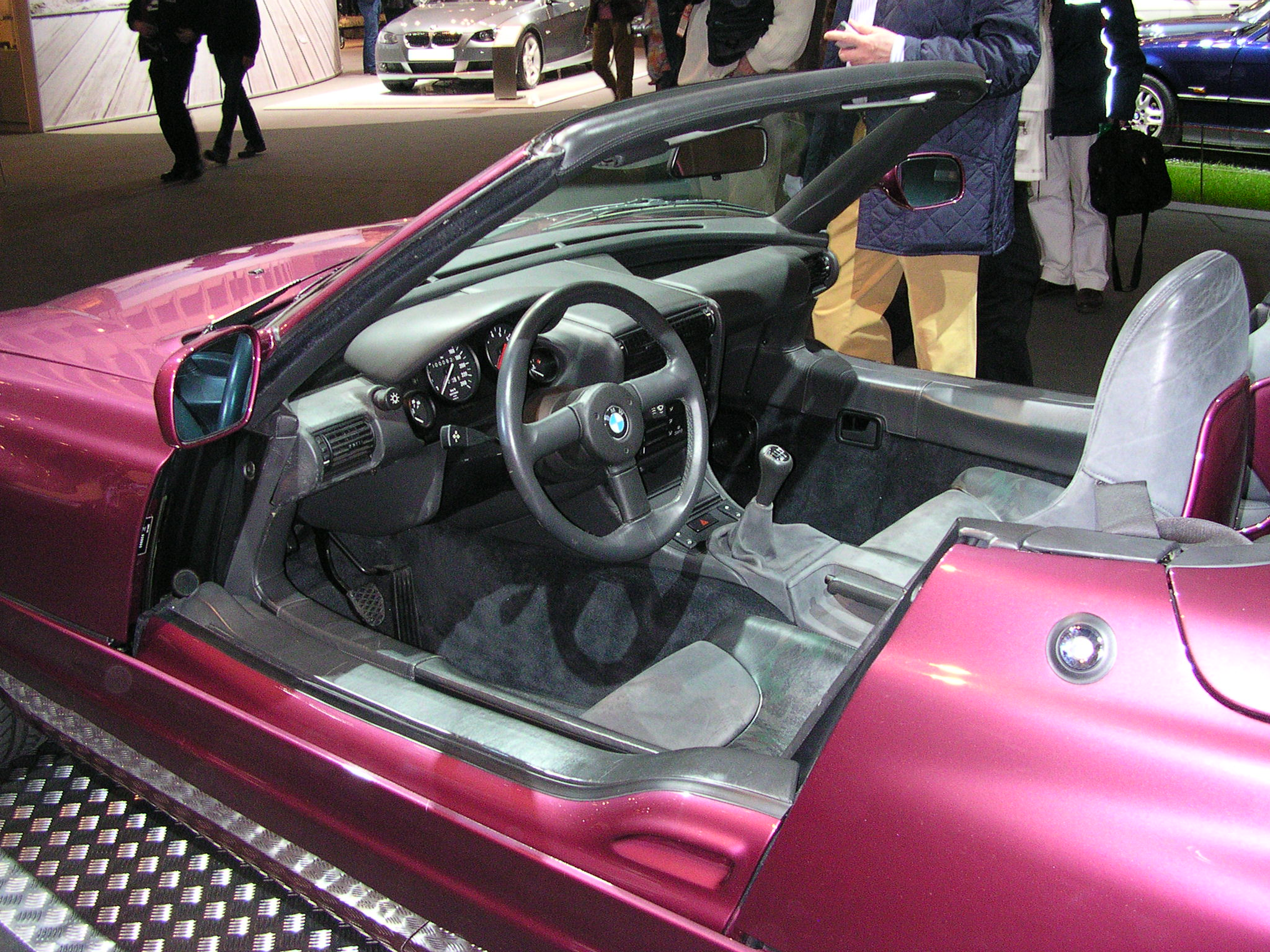
BMW Z1 con las puertas bajadas.

Uno de los aspectos más interesantes del Z1 son sus inusuales puertas, que se retraen hacia abajo incrustándose dentro del automóvil. La inspiración para el diseño de estas puertas viene de los descapotables más tradicionales, que solían tener puertas desmontables o incluso de cuero. Como unas puertas desmontables no tenían cabida dentro del diseño del coche y serían incómodas, se decidió recurrir a este sistema de puertas retráctiles.
Debido a que la carrocería ofrece una buena protección independientemente de las puertas, el vehículo es capaz de circular legalmente y de forma totalmente segura tanto con las puertas subidas como bajadas, aunque esto no es legal en Estados Unidos.
Las ventanillas, además, pueden operar independientemente de las puertas, aunque se retractan automáticamente cuando se bajan las puertas. Tanto las puertas como las ventanillas se accionan mediante varios motores eléctricos con la posibilidad de accionarlos mecánicamente en caso de emergencia.
El motor empleado en el Z1 es el M20B25, con caja de cambios manual de 5 velocidades Getrag 260/5, proporcionado por el BMW E30 325i. Este motor de 2.5L (2499 cc) y 12 válvulas producía una potencia de 170 cv a 5.800 rpm y 222 Nm y una velocidad punta de 206 km/h.

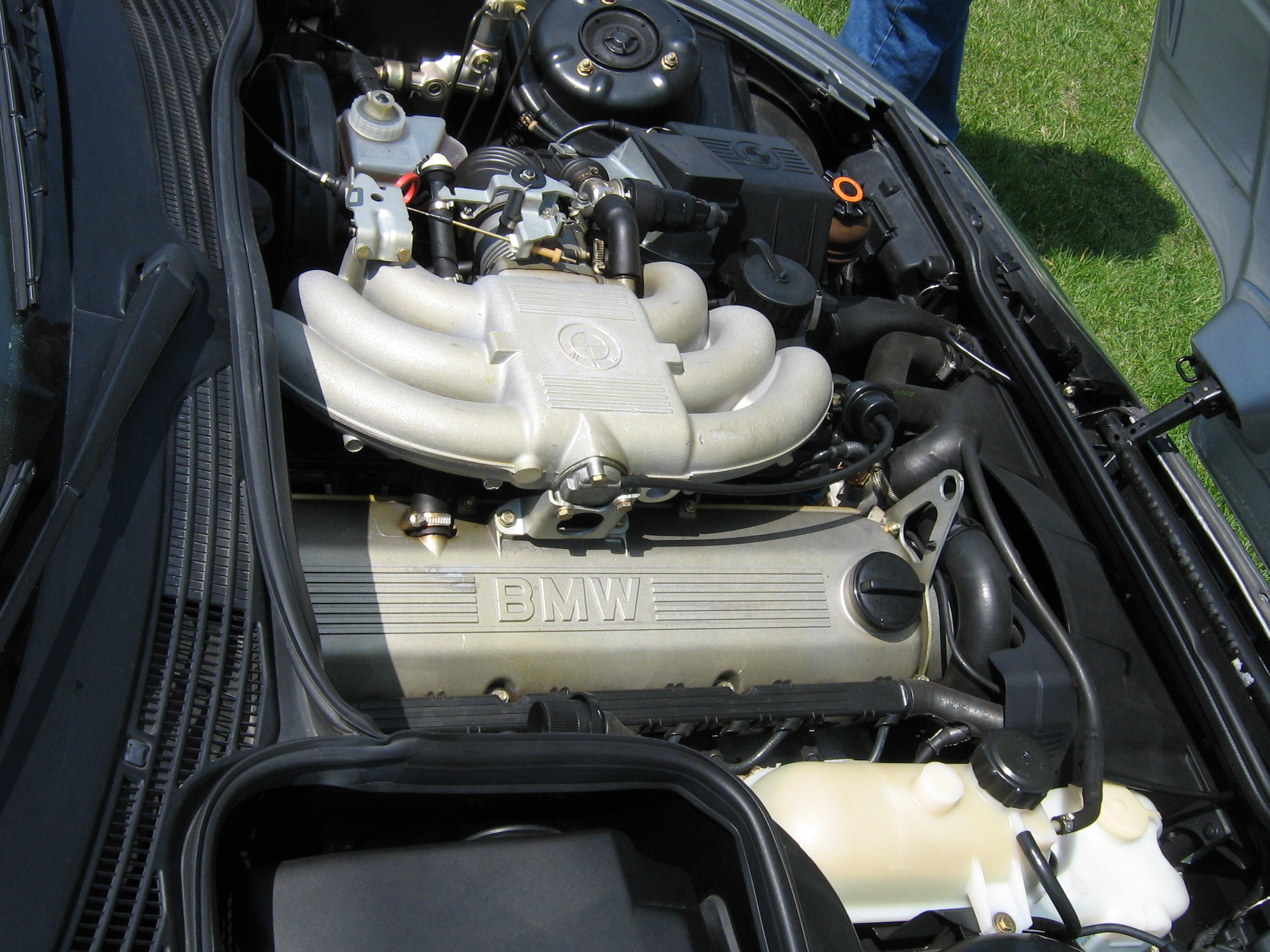
Motor del Z1.
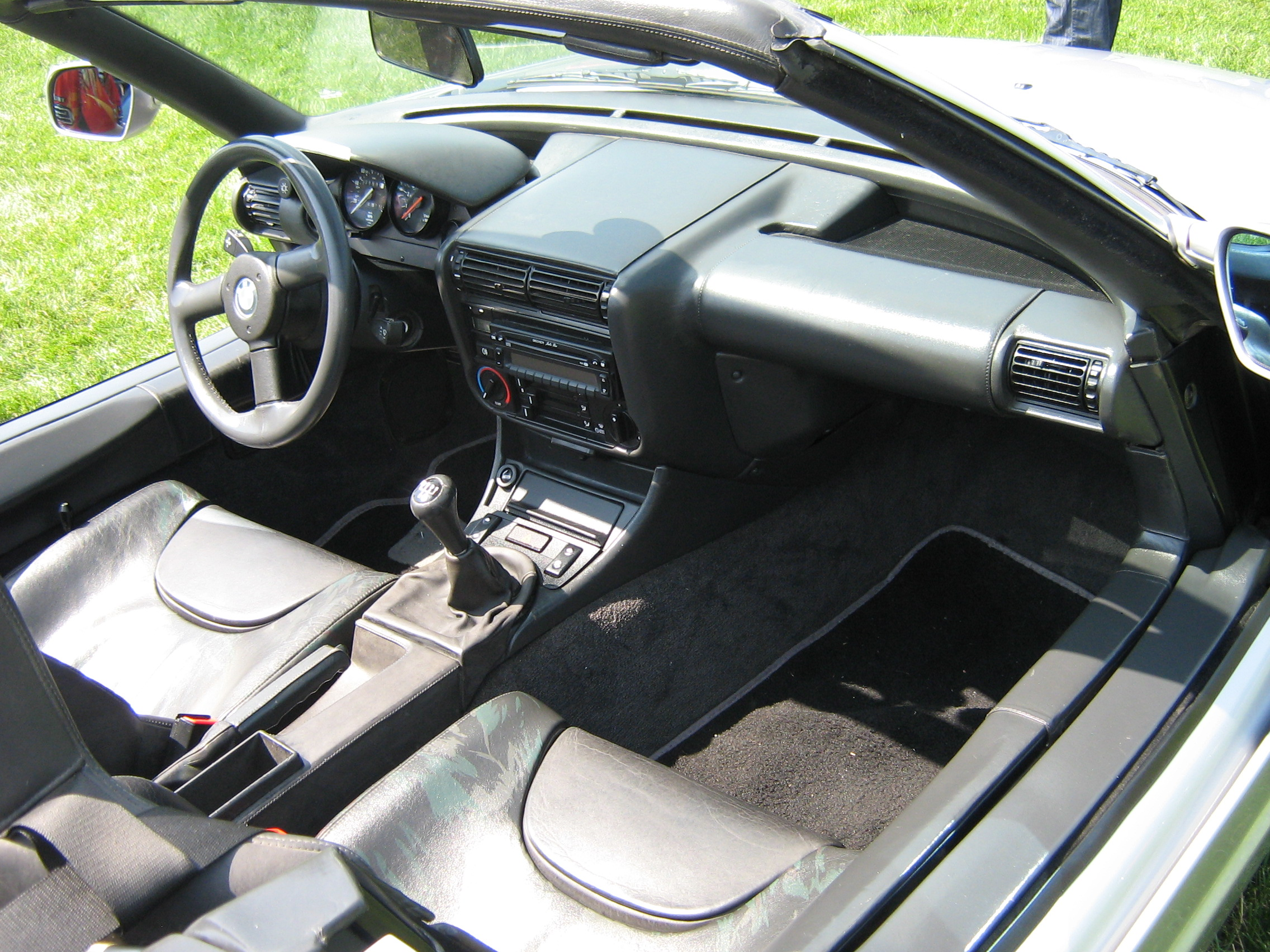
vista del interior del Z1.